# Остаплюк Василь Миколайович
Васи́ль Микола́йович Остаплю́к (30 січня 1910, місто Чернігів — 28 січня 2006, місто Москва, Російська Федерація) — киргизький радянський діяч, секретар ЦК КП Киргизії, 1-й заступник голови Ради міністрів Татарської АРСР.

## Біографія
Народився в родині робітників. У 1926 році закінчив неповну середню школу в місті Чернігові. З 1926 до 1940 року був членом комсомолу.
У 1926—1929 роках — учень Чернігівського зоотехнічного відділення Агрозоопрофшколи, здобув спеціальність зоотехніка.
З травня до грудня 1929 року працював районним зоотехніком у Білоруській СРР. У 1929—1931 роках — районний агроном виконавчого комітету Житковицької районної ради Білоруської СРР. У 1931—1932 роках — голова правління колгоспу(?) Житковицького району Білоруської СРР.
У 1932—1933 роках — завідувач дільниці, в 1933—1935 роках — старший агроном, у 1935—1936 роках — директор машинно-тракторної станції (МТС) Житковицького району Білоруської СРР.
У лютому 1936 — жовтні 1937 року — заступник начальника, в жовтні 1937 — грудні 1939 року — начальник звітно-економічного відділу Народного комісаріату землеробства Білоруської РСР.
Член ВКП(б) з 1938 року.
25 грудня 1939 — 25 лютого 1941 року — інструктор сільськогосподарського відділу ЦК КП(б) Білорусії.
25 лютого — 31 грудня 1941 року — інструктор сільськогосподарського відділу ЦК ВКП(б).
7 січня — 20 грудня 1942 року — заступник начальника політичного сектору Новосибірського обласного земельного відділу.
20 грудня 1942 — 18 лютого 1944 року — завідувач сільськогосподарського відділу Новосибірського обласного комітету ВКП(б).
18 лютого 1944 — 16 лютого 1945 року — 3-й секретар Новосибірського обласного комітету ВКП(б).
У лютому 1945 — вересні 1946 року — слухач Вищої школи партійних організаторів при ЦК ВКП(б) у Москві. Одночасно з 1945 року — студент історичного факультету Московського державного університету. У вересні 1946 — 1948 року — слухач партійного факультету Вищої партійної школи при ЦК ВКП(б) у Москві.
14 серпня 1948 — 4 грудня 1952 року — завідувач сектору організаційно-колгоспного будівництва сільськогосподарського відділу ЦК ВКП(б).
4 грудня 1952 — 12 листопада 1955 року — інспектор відділу із підбору та розподіленню кадрів ЦК КПРС.
З 12 листопада 1955 року — в розпорядженні ЦК КП Киргизії для використання на керівній партійній роботі.
27 січня 1956 — грудень 1958 року — секретар ЦК КП Киргизії з питань сільського господарства.
У січні 1959 — березні 1962 року — 1-й заступник голови Ради міністрів Татарської АРСР.
У березні 1962 — березні 1963 року — 1-й заступник голови Ради міністрів Татарської АРСРу — міністр виробництва та заготівель сільськогосподарських продуктів Татарської АРСР.
У березні 1963 — грудні 1965 року — інспектор відділу партійно-державного контролю по сільському господарству Комітету партійно-державного контролю ЦК КПРС та Ради міністрів СРСР.
З грудня 1965 року — інспектор відділу сільського господарства Комітету народного контролю СРСР.
Потім — персональний пенсіонер у Москві.
Помер 28 січня 2006 року в Москві.

## Нагороди
- орден Трудового Червоного Прапора
- медаль «За доблесну працю у Великій Вітчизняній війні 1941—1945 рр.» (1945)
- медалі